# Inkhundla
No Essuatíni, uma inkhundla (plural: tinkhundla) — literalmente "centro comunitário" — é uma subdivisão administrativa menor que um distrito, mas maior do que um umphakatsi (ou "chefia"). Há 55 tinkhundla no Essuatíni: 14 no distrito de Hhohho, 11 no distrito de Lubombo, 16 no distrito de Manzini, e 14 no distrito de Shishelweni. No sistema de governo lusófono, assemelha-se a um município.
De acordo com a constituição do Essuatíni, o sistema de governo do Essuatíni é democrático, participativo, sistema base-tinkhundla em que enfatiza a devolução do poder estatal do governo central para as áreas tinkhundla, e do mérito individual como base para a eleição ou nomeação para cargo público. O sistema é apartidário, pois a Constituição não reconhece os partidos políticos; embora a seção 25 da constituição permita a liberdade de reunião livre e associação.
Cada inkhundla elege um representante para a Casa da Assembleia de Essuatíni, a câmara baixa do bicameral parlamento (Libandla). A mesma tendência também é aplicada quando se trata de eleições para Governo local. Este sistema de governo foi elaborado pelo rei Sobhuza II de Essuatíni com o apoio de estudiosos políticos e advogados.